# Martin Dube
Martin Dube (* 14. Oktober 1953) ist ein ehemaliger deutscher Politiker des Demokratischen Aufbruch. Er war als Staatssekretär im Ministerium für Wirtschaft der DDR Mitglied der Regierung de Maizière.

## Leben
Dube besuchte die Oberschule und begann anschließend 1976 ein Studium der Philosophie an der Humboldt-Universität zu Berlin. Zu seinen Schwerpunkten im Studium zählten philosophischen Fragen in den Bereichen Naturwissenschaften, Technik und Ökonomie. Drei Jahre nach Abschluss seines Studiums wurde Dube im Jahr 1984 mit einer Arbeit auf dem Gebiet des wissenschaftlich-technischen Rechtsschutzes zum Dr. phil. promoviert. Danach arbeitete er bis 1990 als wissenschaftlicher Mitarbeiter am Institut für Wirtschaftsgeschichte an der Akademie der Wissenschaften.
Als wirtschaftspolitischer Berater des Demokratischen Aufbruchs (DA) entwickelt er 1989 das Wirtschaftsprogramm der neugegründeten Partei. Im Zuge der Regierungsbildung nach der Volkskammerwahl am 18. März 1990 berief ihn Ministerpräsident Lothar de Maizière zum Staatssekretär im Ministerium für Wirtschaft, wo Dube unter Minister Gerhard Pohl vor allem für Grundsatzfragen der Wirtschaftspolitik zuständig war.
Nach der Wiedervereinigung wechselte Dube in die Politik in Mecklenburg-Vorpommern und arbeitete zuletzt als Referatsleiter für die Abteilung „Internationales, EU-Forschungspolitik, Deutsche Forschungsgemeinschaft, Nachwuchsförderung und wissenschaftliche Bibliotheken“ im Ministerium für Bildung, Wissenschaft und Kultur des Landes. In dieser Funktion war Dube auch Vertreter des Landes im Programmausschusses zur Umsetzung des Rahmenprogramms für Forschung und Innovation „Horizont 2020“.